# Jacinto de Cesareia
São Jacinto (em grego: Agios Yakinthos) é um santo da Igreja Ortodoxa. Nasceu em Cesareia, na Capadócia no ano 98. Anos depois começou a trabalhar como cubiculário do imperador Trajano. Este, que era contra os cristãos, mandou prender Jacinto após saber que este havia se convertido. Foi dada a Jacinto a oportunidade de ser liberto, na condição de que renegasse a fé cristã, no entanto, este, resistindo 40 dias sem alimentos, pereceu no 41º dia, com 20 anos de idade, tornando-se um mártir cristão. Foi consagrado como o equivalente ortodoxo do Santo Valentim, sendo 3 de julho o seu dia.